# Furkat Jasánov
Furkat Orunbaevich Khassanov (translitera del cirílico ruso: Фуркат Хасанов) (1960) es un botánico ruso. Ha realizado expediciones botánicas por el oeste asiático, con énfasis en Uzbekistán.
- La abreviatura «F.O.Khass.» se emplea para indicar a Furkat Jasánov como autoridad en la descripción y clasificación científica de los vegetales.[2]